# Daggett (Michigan)
Daggett è un villaggio degli Stati Uniti d'America, situato nello Stato del Michigan, nella contea di Menominee.